# Sébastien Boucksom
Sébastien Boucksom (* 26. August 1976 in Roubaix) ist ein französischer  Mathematiker.
Boucksom studierte ab 1996 an der  École normale supérieure de Lyon und wurde 2002 bei Jean-Pierre Demailly am Institut Fourier der Universität Grenoble promoviert (Cônes positifs des variétés complexes compactes).  Als Post-Doktorand war er bei Simon Donaldson am Imperial College London. Ab 2003 forschte er für das CNRS am Institut de Mathématiques de Jussieu des CNRS und der Universität Paris VI. Seit 2010 war er in Teilzeit Professor an der École polytechnique und ist seit 2014 Forschungsdirektor des CNRS am Centre de Mathématiques Laurent Schwartz der École Polytechnique.
Er befasst sich mit algebraischer Geometrie, Geometrie p-adischer Varietäten und Kähler-Mannigfaltigkeiten.
2014 erhielt er den Prix Paul Doistau-Émile Blutet. In der Laudatio wurde seine Arbeit über positive Ströme auf kompakten Kähler-Mannigfaltigkeiten hervorgehoben mit Anwendung auf die Charakterisierung pseudoeffektiver Kegel (Psef). und seine Arbeiten zur Monge-Ampère-Gleichung mit Anwendung auf die Existenz von singulären Kähler-Einstein-Metriken. Er befasste sich auch mit dem Fekete-Problem, einem der Smale-Probleme.
2018 war er Vortragender auf dem Internationalen Mathematikerkongress in Rio de Janeiro (Variational and non-Archimedean aspects of the Yau-Tian-Donaldson conjecture).

## Schriften (Auswahl)
- Herausgeber mit Philippe Eysiddieux, Vincent Guedj: An Introduction to Kähler-Ricci-Flow. Springer, Lecture notes in mathematics 2086, Springer 2013.
- mit R. Berman: Growth of balls of holomorphic sections and energy at equilibrium. Inventiones Mathematicae, Band 181, 2010, S. 337–394, Arxiv.
- mit C. Favre, M. Jonsson: Solution to a non-Archimedean Monge-Ampère equation J. Amer. Math. Soc., Band 28, 2015, S. 617–667, Arxiv.
- mit T. Hisamoto, Mattias Jonsson: Uniform K-stability and asymptotics of energy functionals in Kähler geometry. Arxiv 2016.